# Bulgarische Fußballmeisterschaft 1948
Die Bulgarische Fußballmeisterschaft 1948 war die 24. Spielzeit der höchsten bulgarischen Fußballspielklasse. Meister wurde ZDV Sofia.

## Modus
16 Mannschaften ermittelten im Pokalmodus den Meister. Alle Runden wurden in Hin- und Rückspiel ausgetragen.

## Teilnehmer
| - Aprilow Gabrowo - Benkowski Widin - Botew Plowdiw - Christo Michailow Michailowgrad - Ilinden Petritsch - Lewski Sofia - Ljubislaw Burgas - Lokomotive Russe | - Lokomotive Stara Sagora - Marek Stanke Dimitrow - ZDV Sofia - Slawia Plowdiw - Spartak Plewen - Spartak Sofia - Spartak Warna - TWP 45 Warna |

## Achtelfinale
|                                 | Gesamt |                         | Hinspiel | Rückspiel |
| ------------------------------- | ------ | ----------------------- | -------- | --------- |
| Lewski Sofia                    | 2:0    | Ljubislaw Burgas        | 2:0      | 0:0       |
| Aprilow Gabrowo                 | 1:4    | ZDV Sofia               | 0:2      | 1:2       |
| Christo Michailow Michailowgrad | 06:13  | Marek Stanke Dimitrow   | 3:4      | 3:9       |
| Benkowski Widin                 | 4:0    | Lokomotive Russe        | 2:0      | 2:0       |
| Spartak Sofia                   | 3:0    | Ilinden Petritsch       | 2:0      | 1:0       |
| TWP 45 Warna                    | 7:3    | Lokomotive Stara Sagora | 1:1      | 6:2       |
| Spartak Plewen                  | 1:4    | Slawia Plowdiw          | 1:1      | 0:3       |
| Botew Plowdiw                   | 2:4    | Spartak Warna           | 2:3      | 0:1       |

## Viertelfinale
|                       | Gesamt |                | Hinspiel | Rückspiel |
| --------------------- | ------ | -------------- | -------- | --------- |
| Benkowski Widin       | 1:6    | ZDV Sofia      | 0:4      | 1:2       |
| Marek Stanke Dimitrow | 2:0    | Spartak Sofia  | 2:0      | 0:0       |
| Lewski Sofia          | 7:3    | Slawia Plowdiw | 4:0      | 3:3       |
| TWP 45 Warna          | 2:6    | Spartak Warna  | 2:2      | 0:4       |

## Halbfinale
|               | Gesamt |                       | Hinspiel | Rückspiel |
| ------------- | ------ | --------------------- | -------- | --------- |
| Spartak Warna | 2:6    | ZDV Sofia             | 1:2      | 1:4       |
| Lewski Sofia  | 6:3    | Marek Stanke Dimitrow | 3:1      | 3:2       |

## Finale
| Datum           |           | Gesamt |              | Hinspiel | Rückspiel |
| --------------- | --------- | ------ | ------------ | -------- | --------- |
| 5./9. Sep. 1948 | ZDV Sofia | 4:3    | Lewski Sofia | 1:2      | 3:1       |